# Muß man sich gleich scheiden lassen? (1953)
Muß man sich gleich scheiden lassen? ist der Titel einer deutschen Filmkomödie von 1953, die unter der Regie von Hans Schweikart entstand. Ruth Leuwerik und Hardy Krüger spielen darin ein junges Ehepaar, dessen Glück durch das Erscheinen einer Rivalin, gespielt von Tilda Thamar, auseinanderzubrechen droht. Weitere tragende Rollen sind mit Hans Söhnker, Fita Benkhoff und Gustav Knuth besetzt.

## Handlung
Der hoffnungsvolle Nachwuchs-Rennfahrer Andreas von Doerr, der mit seiner Frau Garda eine glückliche Ehe führt, verunglückt bei seinem Rennen auf dem Nürburgring so schwer, dass er sich anschließend an seine klinische Behandlung auf Weisung des ihn behandelnden Professors noch zu einer abschließenden Genesung in die Schweiz begeben muss. Dort lernt er die mondäne und reiche Witwe Joan de Portago aus Argentinien kennen, die gewohnt ist, das zu bekommen, was sie möchte. Und Andreas gefällt ihr sofort. Dass er auf ihre Flirtversuche nur zögerlich eingeht, spornt sie noch mehr an, ihn für sich zu gewinnen. Und Andreas, der seine Frau vermisst, lässt sich auf Joan ein und beginnt ein Liebesverhältnis mit ihr. Beim Abschied lässt er sie in dem Glauben, dass er sich von seiner Frau trennen werde.
Garda, die ihrem Mann vertraut, weiß von alldem nichts, und ist neben ihrer beruflichen Tätigkeit als Fotografin damit beschäftigt, das Haus, das Andreas und sie erst vor kurzen gekauft haben, schön herzurichten. Als am Tag als Garda ihren Mann zurückerwartet, Joan de Portago bei ihr auftaucht, um ihr ohne Umschweife mitzuteilen, dass sie und Andreas sich lieben würden, ist Garda nach der ersten Überraschung geschockt. Dann jedoch erwacht ihr Kampfgeist, da sie keineswegs bereit ist, ihren Mann, der ihr alles bedeutet, der Rivalin zu überlassen. Sie lädt Joan sogar auf die am Abend aus Anlass von Andreas’ Rückkehr aus der Schweiz stattfindende Party ein, die ihre Freundin Elisabeth gibt.
Garda empfängt ihren Mann zwar liebevoll aber doch mit Distanz, was Andreas nicht verborgen bleibt. Darauf von ihm angesprochen, schwindelt sie ihm vor, dass sie sich in einen anderen Mann verliebt habe, worauf er gekränkt reagiert. Kaum auf der Party angekommen, beäugt er jeden Mann argwöhnisch, der sich Garda nähert. Als Elisabeth Andreas als Überraschungsgast Joan de Portago vorstellt, glaubt er seinen Augen kaum trauen zu können. Während er mit Joan tanzt, führt Garda ein Gespräch mit Dr. Algys, der Joan begleitet hat. Er erzählt ihr, dass er schon seit Jahren in Joan verliebt sei, diese aber die Hochzeit mit einem anderen plane. Als Andreas Garda so vertraut mit dem Chirurgen Algys sieht, küsst er Joan vor den Augen seiner Frau, die ihm das heimzahlt und sich ihrerseits von Algys küssen lässt.
Während Andreas in einem Hotel übernachtet, beschließt Garda, die Reise, die sie Andreas zum Geschenk machen wollte, nun allein anzutreten. Ihre Freundin Elisabeth lässt sie wissen, dass eine Trennung zwischen ihr und ihrem Mann unausweichlich sei. Im Hotel Savoy kommt es zu einer Aussprache zwischen Andreas von Doerr und Dr. Algys. Alles klärt sich auf, als Joan de Portago zu den beiden Männern stößt. Andreas verlässt beide mit den Worten, dass er jetzt wisse, wo er hingehöre. Sein Versuch, sich bei Garda zu entschuldigen, geht kläglich daneben. Nachdem es zwischen allen Beteiligten noch einige weitere Verwicklungen gibt, versöhnen sich Garda und Andreas wieder und Dr. Algys hat endlich Erfolg mit seiner Werbung um Joan.

## Produktion

### Dreharbeiten, Produktionsnotizen
Gedreht wurde in den Ateliers der Bavaria Filmkunst, München-Geiselgasteig. Weitere Drehorte waren der Nürburgring, Hertenstein und der Vierwaldstättersee. Es handelt sich um eine Produktion der NDF Neue Deutsche Filmgesellschaft mbH München-Geiselgasteig. Für die Filmbauten waren Hans Sohnle und Fritz Lück verantwortlich. Die Kostüme entwarf Charlotte Flemming.
Als Garda von Doerr ihren Mann auf dem Bahnsteig verabschiedet, kommt gerade der Filmstar Dieter Borsche an und wird von einer Schar junger Frauen umringt. Leuwerik und Borsche waren in mehreren gemeinsamen Filmen ein „Traumpaar“.

### Veröffentlichung, weitere Verfilmungen
Der Film durchlief am 29. September 1953 unter der Nr. 06690 die FSK-Prüfung und wurde ab 16 Jahren freigegeben. Die Uraufführung fand am 2. Oktober 1953 in der Barke in Hamburg statt.
Es gibt eine weitere Verfilmung von 1933, die denselben Titel trägt, und von der Reichsliga-Film GmbH produziert wurde. Unter der Regie von Hans Behrendt spielten dort Aribert Mog, Else Elster, Iván Petrovich, Beppo Brem und Szöke Szakall die Hauptrollen. Der gleiche Stoff wurde auch 1938 von Regisseur Heinz Rühmann unter dem Titel Lauter Lügen verfilmt. Hauptdarsteller waren Albert Matterstock, Hertha Feiler und Fita Benkhoff.

## Kritik
Für das Lexikon des internationalen Films dreht es sich bei der Filmhandlung um „oberflächlich amüsante Unterhaltung, die eifrig Abstand von der Wirklichkeit hält“.